# هاير
هاير (بالإنجليزية: Haier) ((بالصينية المبسطة: 海尔؛ بالصينية التقليدية: 海爾؛ البينيين: Hǎiěr)) هي شركة أجهزة كهرومنزلية متعددة الجنسيات، مقرها الرئيس في مقاطعة شاندونغ، جمهورية الصين الشعبيَّة. وتشمل منتجاتها الأجهزة الكهربائية المنزلية مثل: مكيفات الهواء، الغسالات، الثلاجات والتلفزيونات.

## لمحة تاريخية
التاريخ تعود أصول شركة هاير إلى ما قبل التأسيس الفعلي للشركة بفترة طويلة. في عشرينيات القرن الماضي، تم بناء مصنع للثلاجات في مدينة تشينغداو لتزويد السوق الصينية. بعد تأسيس جمهورية الصين الشعبية عام 1949، تم الاستيلاء على المصنع وتحويله إلى مؤسسة مملوكة للدولة.
بحلول الثمانينيات، كان للمصنع ديون تزيد عن 1.4 مليون يوان صيني وعانى من البنية التحتية المتداعية، والإدارة السيئة، والافتقار إلى ضوابط الجودة، الناتجة عن النظام الاقتصادي المخطط والسياسات ذات الصلة. تباطأ الإنتاج، ونادرا ما تجاوز 80 ثلاجة في الشهر، وكان المصنع على وشك الإفلاس. استأجرت حكومة تشينغداو مساعد مدير مدينة شاب، هو تشانغ روي مين، المسؤول عن عدد من شركات الأجهزة المملوكة للمدينة. تم تعيين تشانغ مديراً منتدباً للمصنع في عام 1984.

### التأسيس
تأسّست شركة هاير كشركة تشينغداو للثلاجات عام 1984. مع انفتاح الصين على الأسواق العالميَّة، بدأت الشركات الأجنبيَّة في البحث عن شراكات مع الصين. أبرمت إحدى هذه الشركات، وهي شركة الثلاجات الألمانيَّة مجموعة ليبهير، عقد شركة محاصة مع شركة ثلاجات تشينغداو، حيث تُقدم التكنولوجيا والمعدات إلى نظيرتها الصينيَّة. كان من المُقرر تصّنيع الثلاجات تحت اسم تشينغداو- ليبهير (الصينية المبسطة: 琴岛 - 利勃海尔؛ الصينية التقليدية: 琴島 - 利勃海爾؛ بينيين: Qíndǎo - lìbó hǎi'ěr). جاءت العلامة التجاريَّة الحاليَّة «هاير» من المقطعين الأخيرين للترجمة الصوتية (نقحرة) الصينية لـ ليبهير (بينيين: lìbó hǎi'ěr). رافق تركيب معدات ليبهير وتقنياتها عمليات جديدة لمراقبة الجودة والإدارة. بحلول عام 1986، عادت ثلاجة تشينغداو إلى الربحيَّة ونمت مبيعاتها بمعدل 83 بالمائة سنويًا. بين عامي 1984 و 2000 نمت المبيعات من 3.5 مليون ين ياباني إلى 40.5 مليار ين ياباني.
في عام 1988، طلبت حكومة البلدية من شركة «هاير» تولي بعض الشركات المُتعثرة المصنعة للأجهزة الأخرى في المدينة. تولت الشركة السيطرة على شركة تشينغداو للطلاء الكهربائي (المُصنعة لأفران الميكروويف). في عام 1991، غيّرت الشركة اسمها إلى «مجموعة تشينغداو هاير» واستحوذت على مصنع تشينغداو مكيفات الهواء وتشينغداو الفريزر. تمَّ تبسيط اسم الشركة إلى اسمها الحالي «هاير» في عام 1992. في عام 1995، استحوذت الشركة على شركة شركة تشينغداو ريد ستار للالكترونيَّات، الشركة المصنعة للغسالات، جنبًا إلى جنب مع خمس شركات تابعة لها. استحوذت شركة هاير على سبع شركات بين عامي 1995 و 1997، وبدأت في التصدير إلى الأسواق الخارجيَّة.

### التوسع الدولي
في جنوب شرق آسيا، افتتحت شركة هاير مرافق إنتاج في إندونيسيا في عام 1996 والفلبين في عام 1997  وفشلت في محاولة لدخول السوق التايلانديَّة بسبب وجود مُنافسين محليين.
دخلت هاير سوق الولايات المتَّحدة في عام 1999. في الولايات المتَّحدة، ركزت على سوقين متخصّصين في الثلاجات المُدمجة وأقبية النبيذ الكهربائية. بدأت شركة هاير في تصّنيع ثلاجات كبيرة الحجم لسوق أمريكا الشماليَّة. سيؤدي ذلك إلى دخولها في مُنافسة مباشرة مع الشركات الأمريكيَّة الراسخة جنرال إلكتريك وهويرلبول وفريجيدير وشركة ميتاج. كجزء من استراتيجيتها، قامت هاير ببناء مُنشأة إنتاج في الولايات المتَّحدة في كامدن (كارولاينا الجنوبيَّة)، كارولاينا الجنوبيَّة، وافتُتحت في عام 2000. بحلول عام 2002، بلغت عائدات الولايات المتَّحدة 200 مليون دُولار أمريكيّ، ولا تزال صغيرة مقارنة بإيراداتها الإجماليَّة البالغة 7 مليارات دُولار. أيضًا في عام 2002، انتقلت هاير إلى مبنى في وسط مانهاتن. كان المقر السابق لبنك غرينتش للتوفير، وقد تم بناء المبنى الذي تبلغ مساحته 52000 قدم مربع (4800 متر مربع) في عام 1924 على طراز العمارة الكلاسيكيَّة الجديدة.
تمَّ إنشاء مرافق الإنتاج في باكستان في عام 2002 (انظر هاير باكستان) والأردن في عام 2003. وفي إفريقيا، تمتلك شركة هاير مصانع في خمسة بلدان: تونس، ونيجيريا، ومصر، والجزائر، وجنوب إفريقيا. اشترت الشركة أيضًا مصنع منغيتي في إيطاليا وبدأت في وضع منتجاتها في سلاسل البيع بالتجزئة الأوروبيَّة، إما تحت علامتها التجاريَّة الخاصة أو بموجب اتفاقيَّات صانع معدات أصليَّة (OEM) مع شُركاء أجانب. دخلت هاير حاليًا في اتفاقيَّة مشروع مُشترك مع حكومة فنزويلا.
بدأت شركة هاير أبليكانسس (الهند) بي. المحدودة عملياتها التجاريّة في يناير 2004. ويقع مقرها الرئيسيّ في نيودلهي، وفي عام 2015 كان لديها 33 عملية، بما في ذلك العمليَّات في مومباي وبنغالور وتشيناي وكولكاتا. تم إدراجه ضمن أفضل 20 علامة تجاريَّة موثوق بها في الهند من قبل تقرير ثقة العلامة التجاريَّة، وهي دراسة أجرتها استشارات أبحاث الثقة.
في يونيو 2005، قدمت هايرعرضًا للاستحواذ على شركة ميتاج، بدعم من صندوق الأسهم الخاصة مجموعة بلاكستون وبين كابيتال. كان العطاء بقيمة 1.28 مليار دُولار أمريكيّ، أو 16 دُولارًا أمريكيًا للسهم الواحد، متجاوزًا العرض السابق البالغ 14.26 دُولارًا أمريكيًا للسهم الواحد الذي قدمته ريبلوود القابضة. في النهاية، تم شراء ميتاغ من قبل شركة هويرلبول ومقرها ميشيغان والتي عرضت 1.7 مليار دولار نقدًا وأسهم، أو 21 دولارًا للسهم، بالإضافة إلى الديون المفترضة.
في عام 2009، تجاوزت شركة هاير شركة هويرلبول لتصبح رابع أكبر منتج للثلاجات من حيث المبيعات بحصة سوقية عالميَّة تبلغ 6.3٪.
في عام 2012، استّحوذت هاير قروب على أعمال الأجهزة من فيشر وبايكل ومقرها نيوزيلندا.
في يونيو 2016، استحوذت مجموعة هاير على قسم الأجهزة في شركة جنرال إلكتريك مقابل 5.4 مليار دولار. يقع المقر الرئيسيّ لشركة جي إي أبليكانسس في لويزفيل، كنتاكي.
في 28 سبتمبر 2018، أُعلن أن هاير استحوذت على مجموعة كاندي في إيطاليا.

## التقنيَّة
في عام 2015، بدأت شركة هاير بالتحقيق في كيفية دمج إنترنت الأشياء في أجهزتها. استشهدت الشركة بمختبر ستانفورد للذكاء الاصطناعيّ، الذي وجد ثلاثة عوائق أمام اعتماد تقنيَّة المنزل الذكيّ: عدم وجود بروتوكولات موحدة / نقطة وصول واحدة، وخدمات سلبيَّة، وعدم وجود حلول كاملة. في ذلك الوقت، كانت الكفاءات الأساسيَّة لشركة «هاير» تكمُن في قطاع الأجهزة الكبيرة وليس في قطاع الإلكترونيَّات الصغيرة. بعد ذلك، دخلوا في شراكة مع منصة إنترنت الأشياء الرائدة آنذاك إنجدان (硬 蛋) المملوكة لمجموعة كوغوباي للتغلُب على أوجه القُصور لديهم. من خلال الاستفادة من النظام البيئي للأعمال وسلسلة التوريد في كوغوباي، تمكنوا من دمج مجموعة مكونات إنجدان والوحدات النمطيَّة وتحليل حوسبة الحافة في منتجات الشبكة المنزليَّة. قدمت شركة هاير أجهزتها الذكيَّة عبر سبعة خطوط إنتاج في صناعة الأجهزة الرئيسيَّة: الهواء والماء والعناية بالملابس والأمن والتحكم الصوتي والصحة والمعلومات.

## استراتيجيَّة الشركة
أمر تشانغ روي مين، بعد أنّ أصبح مديرًا إداريًا في عام 1985 بفترة وجيزة، موظفيه بتدمير 76 ثلاجة بمطارق ثقيلة (إرزبة) عقب شكوى من العُملاء في محاولة لتغيير الثقافة التنظيميَّة بشكل جذري إلى ثقافة تجُسد مُمارسات ضبط الجودة. في ذلك الوقت، كانت الأسواق الاستهلاكيَّة الخارجيَّة للمستهلكين تعتبر عمومًا العلامات التجاريَّة الصينيَّة للسلع النهائيَّة المُنتجة محليًا ذات جودة رديئة، حتَّى عند مُقارنتها بشكل شخصي مع العلامات التجاريَّة الأجنبيَّة المُصنعة في الصين. أدى التحول الثقافيّ نحو التصّنيع القائم على الجودة إلى أن أصبحت شركة هاير أول شركة في الصين تحصُل على شهادة أيزو 9000. كما أعلنت «هاير» عن إستراتيجيَّة التنمية المُستدامة البيئيَّة لتحسيَّن البيئة من خلال الحفاظ على الطاقة وإعادة التدوير. في عام 2018، حصلت هاير على «جائزة الأعمال الصينيَّة الخضراء» نظرًا لجُهودها المُتميزة لحماية البيئة.

## هيكل الملكية
في عام 1993، أدرجت شركة فرعية شركة تشينغداو هاير للثلاجات. في بورصة شنغهاي، وجمعت 370 مليون يوان صيني. في عام 2005، دخلت هاير في بورصة هونغ كونغ من خلال "إدراج خلفي" من خلال الحصول على حصة مسيطرة في شركة محاصة مدرجة في البورصة هاير-سي سي تي القابضة المحدودة. [بحاجة لمصدر] بورصة هونغ كونغ: 1169. داو جونز الصين مؤشر 88.

## الجدل

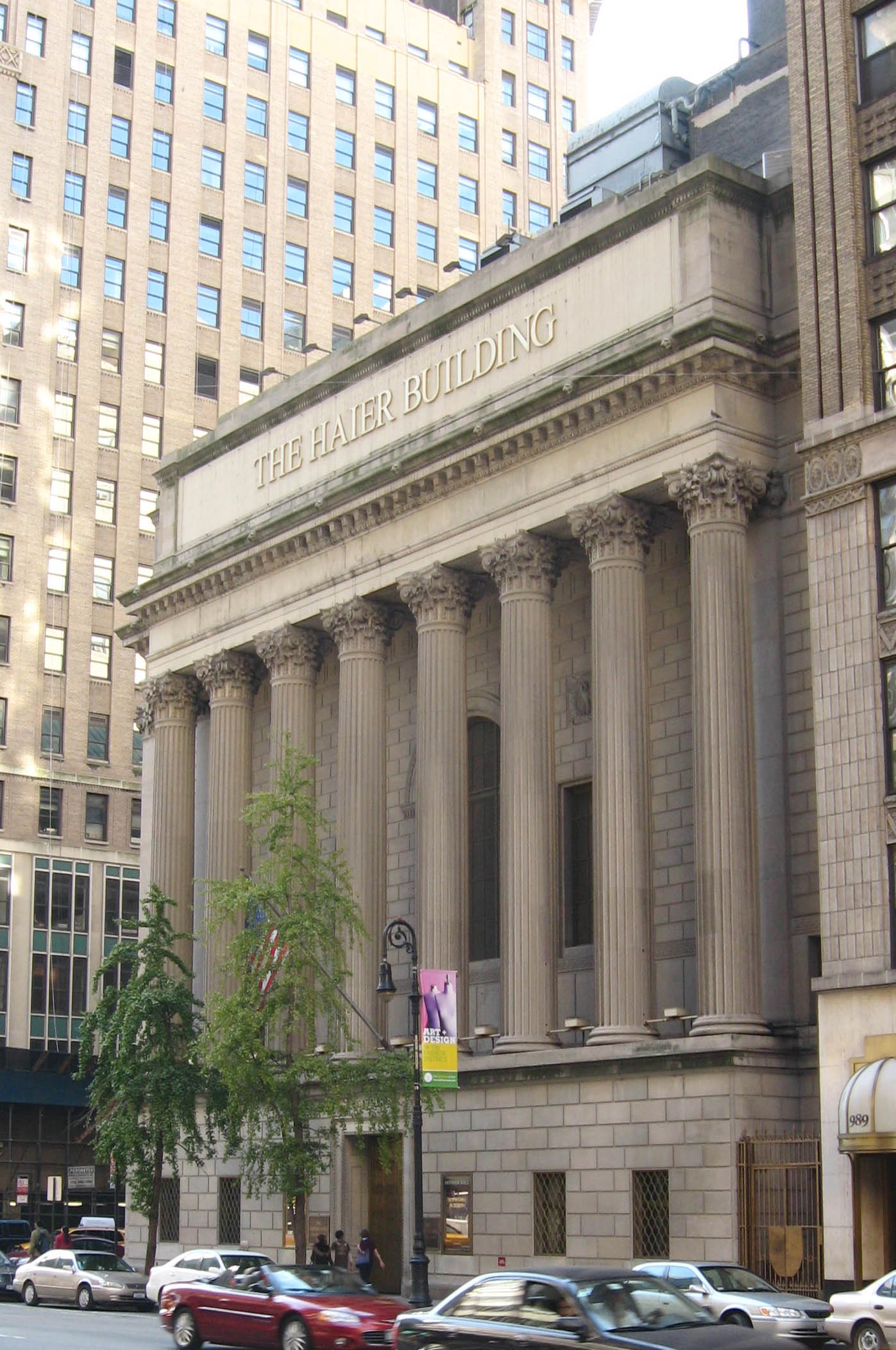
مبنى شركة هاير في منهاتن

في عام 2014، اتهمت وسائل الإعلام الألمانيَّة شركة هاير بتزويدها بهواتف ذكية وأجهزة لوحيَّة ببرمجيات خبيثة مثبتة مسبقًا.

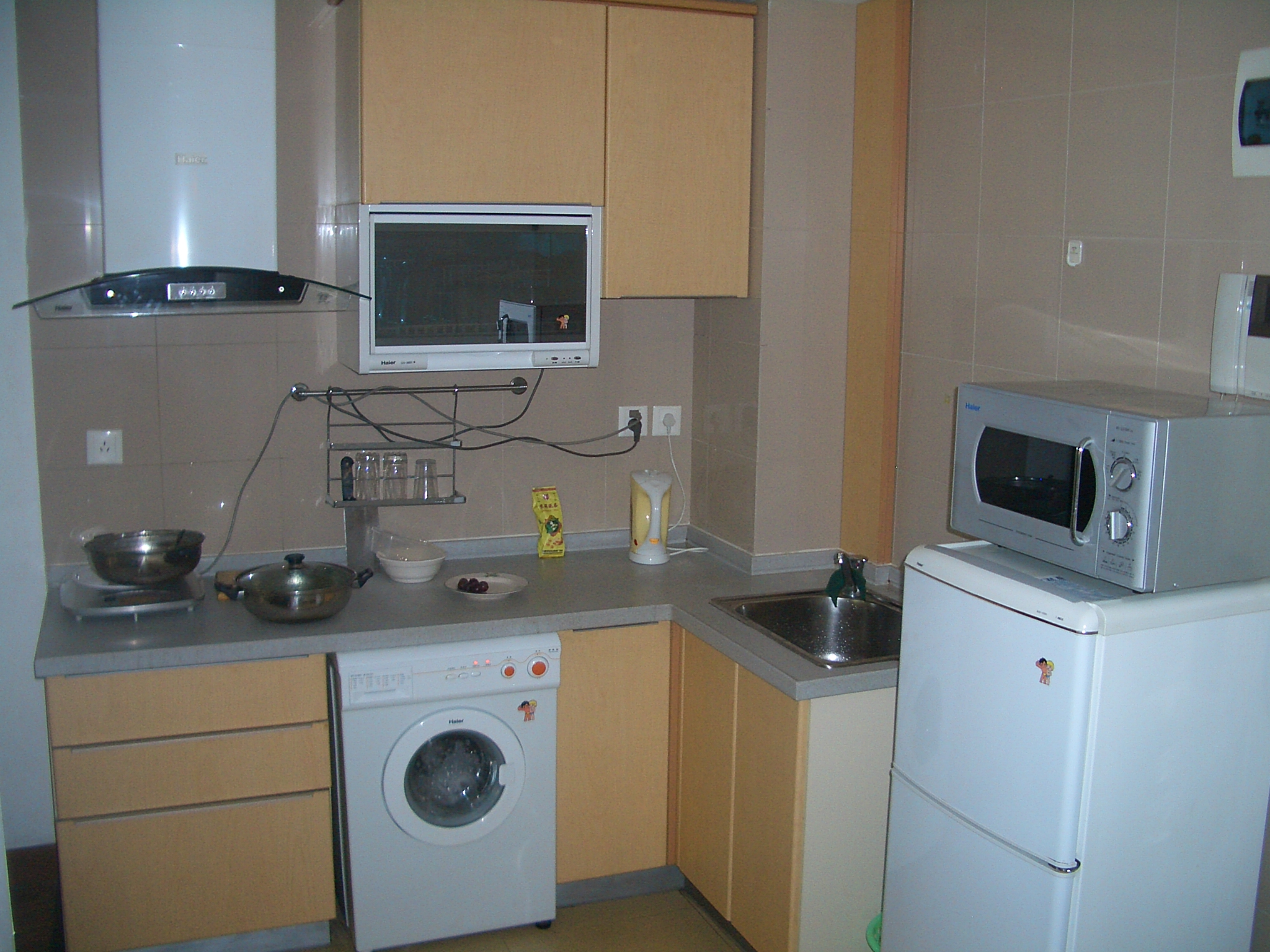
شقة في شنغهاي مزودة بأجهزة من هاير.